# فهرست میراث جهانی در ترکمنستان
میراث جهانی در ترکمنستان شامل ۳ اثر فرهنگی در ترکمنستان است. ترکمنستان ۳۰ سپتامبر ۱۹۹۴ م به این کنوانسیون پیوست و تا سال ۲۰۲۰ م افزون بر ۳ سایت ثبت‌شده، ۸ سایت نیز از این کشور در فهرست آزمایشی قرار گرفته است.
همان‌طور که در پیمان‌نامه میراث جهانی یونسکو — که در سال ۱۹۷۲ م تأسیس شده — شرح داده شده است، سایت‌های میراث جهانی سازمان آموزشی، علمی و فرهنگی ملل متحد، یونسکو مکان‌هایی هستند که اهمیت فرهنگی یا طبیعی دارند. طبق کنوانسیون یونسکو هر اثری پس از ثبت توسط این کمیته، باید از سوی کشور نگهدارندهٔ اثر، مورد توجه ویژه قرار گیرد و انجام هرگونه دخل و تصرف یا اقدامی که باعث به خطر افتادن آن شود، ممنوع است.
مرو قدیمی‌ترین و از بهترین شهرهای واحهٔ حفاظت‌شده در طول مسیر ابریشم در آسیای میانه است. بقایای موجود در این واحهٔ وسیع ۴۰۰۰ سال از تاریخ بشر را دربرمی‌گیرد. تعدادی از بناهای تاریخی، به‌ویژه از دو هزارهٔ گذشته، هنوز قابل مشاهده است. این شهر نخستین اثر ثبت‌شده در ترکمنستان است. همچنین بناهای تاریخی بزرگ از دوره‌های مختلف تاریخی در این شهر وجود دارد. از جملهٔ آنها می‌توان به کوشک‌ها — یکی از ویژگی‌های بارز معماری مرو—، قلعه‌ها و بسیاری از مساجد و مقبره اشاره کرد. پارک تاریخی و فرهنگی دولتی مرو باستان با مصوبه‌ای در سال ۱۹۸۷ م ایجاد شد و دارای حفاظت بالا در سطح ملی است که با مفاد قانون ۱۹۹۲ م در مورد حمایت از آثار تاریخی و فرهنگی ترکمنستان به آن اعطا شده است. این پارک تاریخی و تمام اجزای آن در فهرست میراث ملی قرار دارند.
کهنه‌گرگانج دومین اثر ثبت‌شده در کشور ترکمنستان شامل مجموعه‌ای از بناهای تاریخی عمدتاً از قرن یازدهم تا شانزدهم میلادی، از جمله مسجد، دروازه‌های کاروانسرا، قلعه‌ها، مقبره‌ها و مناره‌ای به ارتفاع ۶۰ متر است. کهنه‌گرگانج مرکز منطقهٔ خوارزم و بخشی از شاهنشاهی هخامنشی بوده است. این شهر نمایندهٔ یک سنت فرهنگی (فرهنگ اسلامی خوارزم) را ارائه می‌دهد و در نوع حفظ آن بی‌نظیر است. کهنه‌گرگانج توسط قوانین ملی محافظت می‌شود و همچنین توسط شهرداری محلی از حفاظت محلی نیز برخوردار است.
در یازدهمین نشست سازمان یونسکو که ۲۹ ژوئن ۲۰۰۷ م در نیوزلند برگزار شد مجموعه آثار تاریخی و معماری نسای قدیم ترکمنستان در فهرست میراث جهانی ثبت شد. نسا شهری آباد در خراسان شرقی میان شهر مرو و بلخ و پایتخت تیرداد دومین پادشاه اشکانی بوده است.

## میراث جهانی
یونسکو سایت‌ها را با ده معیار فهرست می‌کند. هر ورودی باید حداقل یکی از معیارها را داشته باشد.
| # | نگاره            | نام        | موقعیت        | سال  | ش ثبتمعیارها   | شرح | م     |
| ۱ | مرو، ۲۰۰۶        | مرو        | استان مرو     | ۱۹۹۹ | ۸۸۶ (ii)(iii)  | مَرو از شهرهای باستانی بود که ویرانه‌های آن امروزه در انتهای جنوبی بیابان قره قوم و به فاصلهٔ ۱۴۵ کیلومتری شمال شرقی سرخس واقع است و ناحیه اطراف آن از رود مرغاب (مرورود) مشروب می‌شود. شهر امروزی ماری که مرکز استان مرو در ترکمنستان است در ۳۰ کیلومتری مرو باستان ساخته شده است. پیشینهٔ مرو به پیش از میلاد مسیح می‌رسد. مرو از شهرهای باستانی و از مراکز فرهنگی بوده است. داریوش اول در سنگ‌نبشته بیستون مرو را مَرگَوش نامیده و با غرب اسم برده است. اما جغرافیانویسان قدیم آن را مَرْگیانا نامیده و جداگانه ذکر کرده‌اند. مرگیان یا مرو از سرزمین‌های تابع اشکانیان به‌شمار می‌آمد. | [ ۲ ] |
| ۲ | کهنه‌گرگانج، ۲۰۰۰ | کهنه‌گرگانج | استان داش‌اغوز | ۲۰۰۵ | ۱۱۹۹ (ii)(iii) | شهری باستانی در شمال شرقی کشور کنونی ترکمنستان و در جنوب مرز ازبکستان است. شهر گرگانج در زمان پادشاهی علاءالدین محمد خوارزمشاه مرکز سرزمین خوارزم و پایتخت خوارزمشاهیان بود. رود آمودریا از کنار این شهر می‌گذشت. این شهر بزرگ‌ترین شهر در سر جاده ابریشم بود. یافته‌های باستان‌شناسی در این‌جا نشانه‌هایی از زمان شاهنشاهی هخامنشی به‌دست می‌دهد. رشیدالدین وطواط، ادیب معروف ادبیات فارسی و عربی که در زمان خوارزمشاهیان می‌زیست، بیشتر عمر خود را در این شهر گذراند. | [ ۳ ] |
| ۳ | نسا، ۲۰۱۷        | نسا        | استان آخال    | ۲۰۰۷ | ۱۲۴۲(ii)(iii)  | از شهرهای باستانی ایران در خراسان بود. این شهر که یکی از شهرهای مهم شاهنشاهی اشکانی بوده و در واقع پایگاه خاندان پارت محسوب می‌شود، امروزه در محدوده کشور ترکمنستان قرار گرفته است. این شهر در فاصلهٔ بین شهرهای عشق‌آباد و قوچان قرار دارد. شهر نسا از مهم‌ترین شهرهای ایران به‌شمار می‌رفت و به‌نظر برخی مورخان، ارگ نسا، نخستین جایی بوده است که اشک اول، بنیان‌گذار سلسلهٔ اشکانی به‌عنوان مرکز فرمانروایی خود برگزید. در کاوش‌های باستانی ارگ نسا، دخمه‌ها و پرستشگاه‌های مربوط به آیین مهرپرستی که پیش از همه‌گیر شدن کیش زرتشت در ایران رواج داشته به دست آمده است.                | [ ۶ ] |

## فهرست آزمایشی
علاوه بر سایت‌های موجود در فهرست میراث جهانی، کشورهای عضو می‌توانند فهرستی از سایت‌های آزمایشی را که ممکن است برای نامزدی در نظر بگیرند، در این فهرست قرار دهند. نامزدها در فهرست میراث جهانی تنها در صورتی پذیرفته می‌شوند که سایت قبلاً در فهرست آزمایشی قرار داشته باشد.
| # | نگاره                              | نام                                 | موقعیت      | سال  | ش ثبتمعیارها             | شرح | م      |
| ۱ |                                    | دهستان و میشریان                    | استان بلخان | ۱۹۹۸ | ۹۶۷ (i)(ii)(iii)(iv)(v)  | از سده ۱۰ تا ۱۴ میلادی از شهرهای اصلی ترکمنستان بوده که در مسیر اصلی کاروان‌ها از گرگان به خوارزم واقع شده است. مهم‌ترین آثار به‌جامانده در آن توسط خوارزمشاهان ساخته شده است. از بناهای برجای‌ماندهٔ برجسته می‌توان به قسمت‌هایی از یک منارهٔ ساخته‌شده توسط ابوبینی زیارد و منارهٔ مسجد محمد خوارزمشاه اشاره کرد که ۱۸ متر است. هفت کیلومتری شمال شهر گورستان دهستان و مشریان قرار دارد. علاوه بر شهر و گورستان قرون وسطایی، مکان‌های مهمی از هزارهٔ سوم قبل از میلاد نیز وجود دارد. | [ ۸ ]  |
| ۲ |                                    | منطقه حفاظت‌شده دولتی بادخیز         | استان مرو   | ۲۰۰۹ | ۵۴۳۲(vii)(ix)(x)         | مساحت آن ۸۷۷ کیلومتر مربع و در جنوب استان مرو، در نزدیکی مرز ایران قرار دارد. محل آن بین رودخانه‌های قشقه و تجن است. سطح این منطقه متشکل از تپه‌ماهورهای تک‌افتاده یا کنار هم است که بین ۲۰ تا ۲۰۰ متر ارتفاع دارند. متوسط بارش سالانهٔ این منطقهٔ حفاظت‌شده حدود ۲۸۰ میلی‌متر است. بهار کوتاه آن با تابستانی گرم و طولانی دنبال می‌شود. | [ ۹ ]  |
| ۳ |                                    | ذخیره‌گاه طبیعی سانت هاسارداغ        | استان بلخان | ۲۰۰۹ | ۵۴۳۳(x)                  | این منطقه در سال ۱۹۷۷ م برای حفاظت از گیاهان و جانوران بومی تأسیس شد و در قسمت جنوب غربی رشته کوه کپه‌داغ در استان بالکان واقع شده است و مساحت آن ۳۰۳ کیلومتر مربع است. تابستان‌ها آب و هوا خشک و نیمه گرمسیری و دمای ۳۵–۴۵ درجه سانتی‌گراد است. بارش‌ها عمدتاً از نوامبر تا آوریل است، اما در تابستان گاهی رگبارهای سنگین می‌بارد. رودخانهٔ سامبار به طول ۲۴۵ کیلومتر از میان این منطقه عبور می‌کند. | [ ۱۰ ] |
| ۴ |                                    | ذخیره‌گاه طبیعی کویتنداغ             | استان لب آب | ۲۰۰۹ | ۵۴۳۴(viii)(x)            | این سایت در دامنه‌های جنوب غربی کوه‌های کویتن‌داغ در رشته کوه کوگیتانگ، در منتهی‌الیه جنوب غربی رشته کوه گیسار از سیستم کوهی پامیر–آلای قرار دارد. به‌طور کلی، در کمربندهای کوهستانی میانی و فوقانی در ارتفاعات ۹۰۰–۳۱۳۹ متر بالاتر از سطح دریا قرار دارد، که در نهایت به آیریبابا بلندترین قلهٔ ترکمنستان می‌رسد و شامل دریاچه‌های کارستی و غارها کتاکول، خورژومکول، گارلیک و چشمه‌های آب شیرین بولاکلی و کویتن می‌شود. منبع اصلی آب رودخانه کویندتاریا است. آب و هوا با توجه به ارتفاع، از خشک و گرم به معتدل و سرد با بارش سالانه تا ۳۵۰ میلی‌متر تغییر می‌کند. ۹۸۲ گونه در این منطقه زیست می‌کنند. همچنین شامل پناهگاه خواجه‌فیل، پناهگاه خواجه‌برج‌بلند، پناهگاه خواجه‌قراول و پناهگاه گارلیک می‌شود. | [ ۱۱ ] |
| ۵ | قرق‌خانه رفتک، ۲۰۱۷                 | قرق‌خانه رفتک                        | استان لب آب | ۲۰۰۹ | ۵۴۳۵(x)                  | نام یک منطقهٔ حفاظت‌شده بیابانی در استان لب آب ترکمنستان است. این منطقهٔ حفاظت‌شده به‌خاطر وجود بزمجهٔ بیابانی (نام محلی زَمزَن) و بیشه‌های سیاه‌تاغ خود معروف است. | [ ۱۲ ] |
| ۶ | ذخیره‌گاه طبیعی دولتی آمودریا، ۲۰۱۰ | ذخیره‌گاه طبیعی دولتی آمودریا        | استان لب آب | ۲۰۰۹ | ۵۴۳۶(x)                  | در شمال‌شرقی کشور ترکمنستان و استان لب آب است. این ذخیره‌گاه در سال ۱۹۸۲ م برای نگهداری و محافظت از بخشی از آمودریا تأسیس شده است. مساحت ذخیره‌گاه ۴۹۵ کیلومتر مربع است. | [ ۱۳ ] |
| ۷ |                                    | ذخیره‌گاه طبیعی دولتی هزار           | استان بلخان | ۲۰۰۹ | ۵۴۳۷(x)                  | این منطقه در ساحل جنوب شرقی دریای خزر واقع شده است و مساحت آن ۲٬۶۹۰ کیلومتر مربع است و خلیج‌های ترکمنباشی، بالخان، چلکن شمالی و میخائیلوف را پوشش می‌دهد و دارای باتلاق‌های ساحلی هستند. بزرگ‌ترین آنها داگادا است که ۱۲۰ هکتار مساحت دارد. متوسط دما در سال ۱۵٫۸ درجه سانتی‌گراد است. بادهای غالب شمال غربی در تابستان خنکی و در زمستان یخبندان می‌آورند. تنوع بالایی از جلبک‌ها در خلیج‌ها متشکل از جلبک‌های سبز (۲۸ گونه)، جلبک قرمز (۱۱ گونه) و جلبک دریایی یا قهوه‌ای (یک گونه) وجود دارد. صدها گونه از جلبک‌های میکروسکوپی را می‌توان در پلانکتون و بنتوس یافت. | [ ۱۴ ] |
| ۸ |                                    | سایت‌های جاده‌های ابریشم در ترکمنستان | گوناگون     | ۲۰۱۰ | ۵۵۲۱(ii)(iii)(iv)(v)(vi) | شامل ۱۱ مسیر از سایت‌های جاده‌های ابریشم در ترکمنستان است. نخستین مسیر آمول به مرو و آخرین مسیر دهستان به خوارزم است. جاده‌های ابریشم مسیرهای ادغام، تبادل و گفتگو بین شرق و غرب است که تقریباً در حدود دوهزار سال به سعادت مشترک بشریت کمک زیادی کرده است. | [ ۱۵ ] |